# 西洋棋廣場

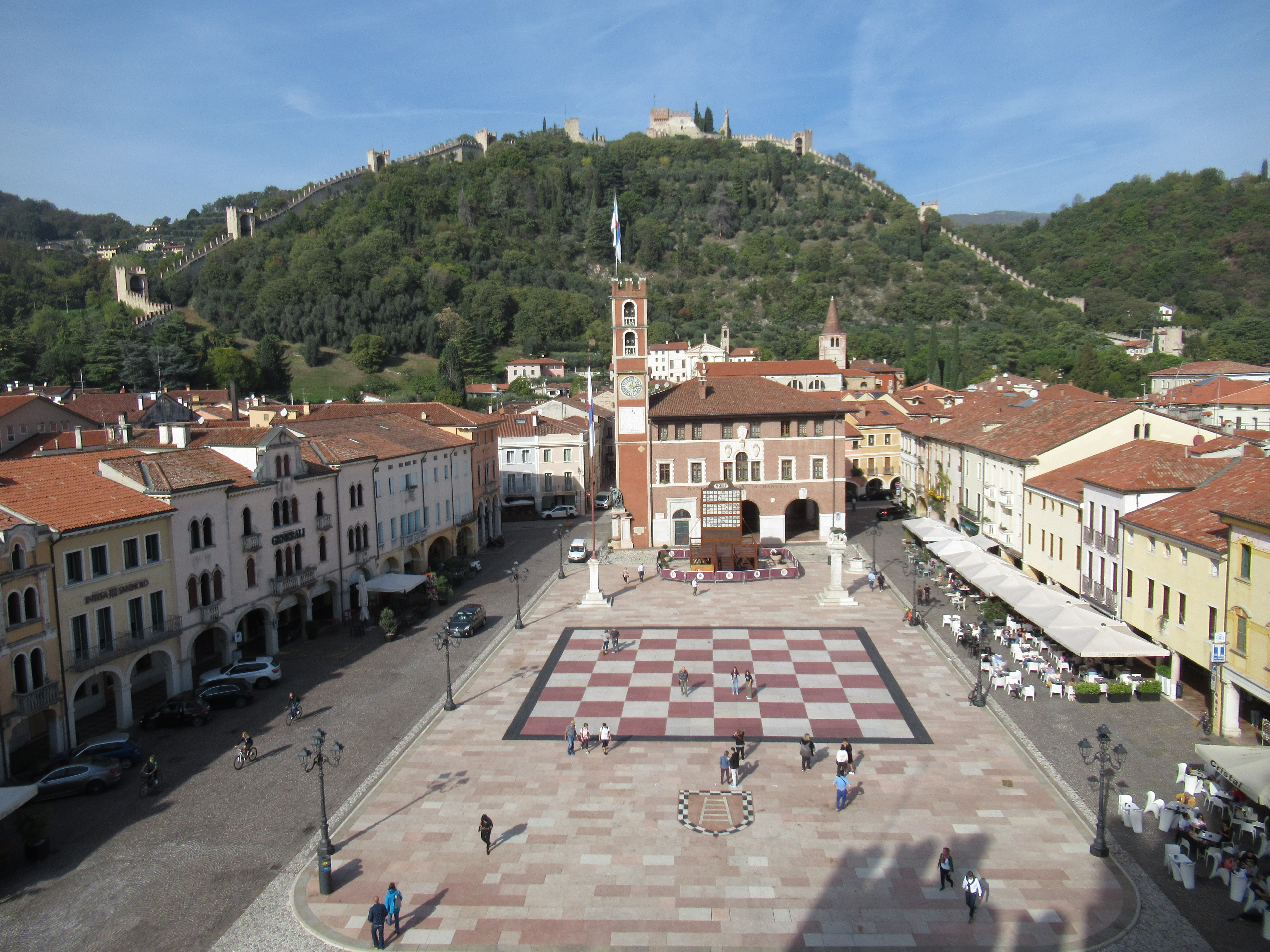
西洋棋廣場

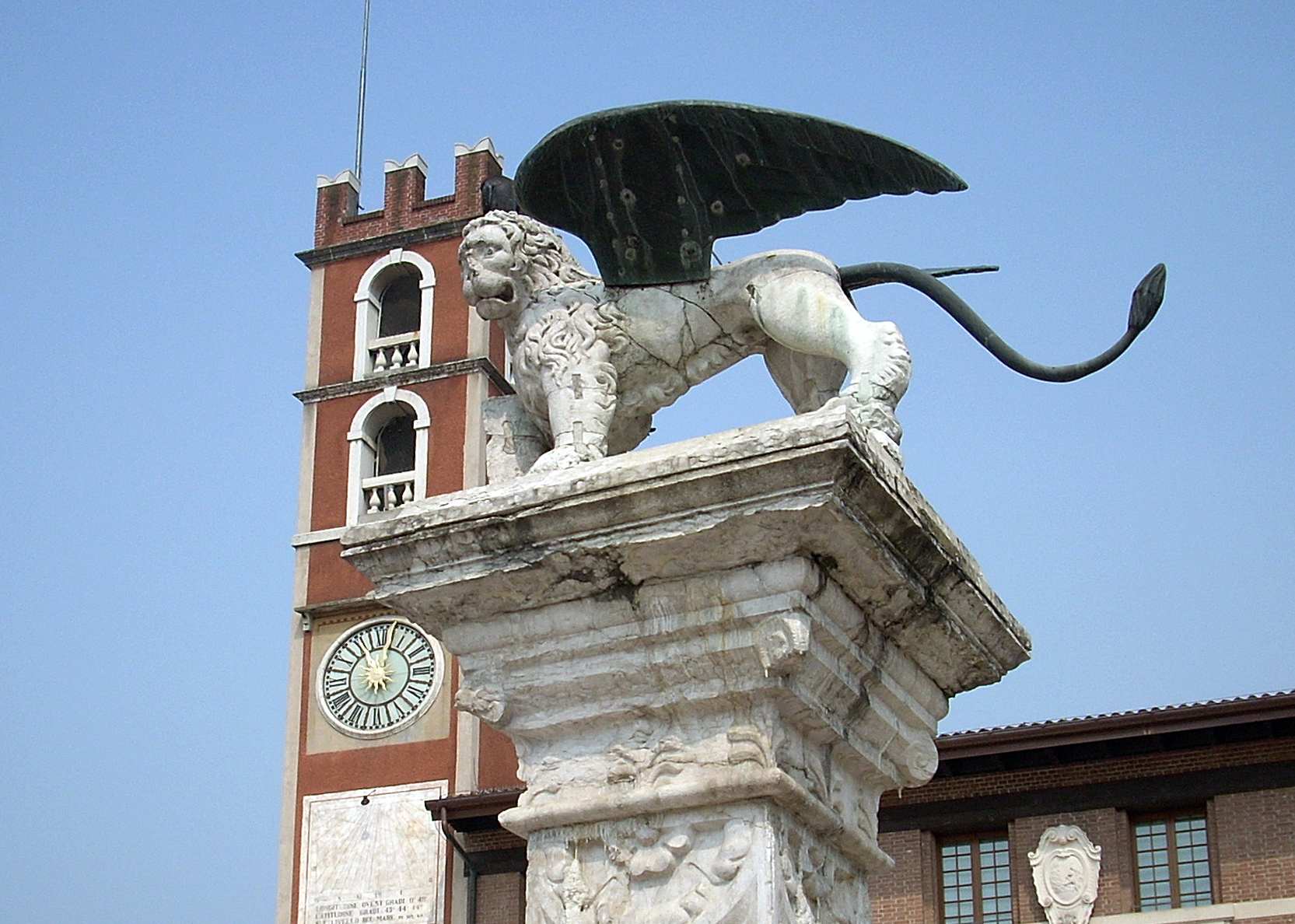
廣場上的聖馬可飛獅像

西洋棋廣場（義大利語：Piazza degli Scacchi），是位於意大利威尼托大区维琴察省马罗斯蒂卡市中心的廣場，廣場中央圖樣的圖案為紅白相間的方格，形似一個巨大的西洋棋盤。每兩年的9月9日至11日，該地會舉辦真人西洋棋比賽，除此之外广场上还经常举办古董市场，节日和其他活动。

## 傳說
該廣場被認為是向該鎮為背景的著名傳說致敬，藝術家馬里奧·米爾科·武塞蒂奇在戲劇作品《西洋棋》的文本中談到的這一情節：1454年，在威尼斯共和國的統治期間，馬羅斯蒂卡領主塔迪奧·帕里西奧（Taddeo Parisio）有兩位美麗的女兒萊歐娜（Lionora）與奧迪雅（Oldrada）。有一日在宴會上，兩名騎士為爭奪萊歐娜的青睞，最終決定進行生死決鬥。但領主不希望以如此血腥的方式解決問題，後來決定讓兩名騎士進行西洋棋比賽，勝者可迎娶大女兒萊歐娜，敗者則娶小女兒奧迪雅。如此不但兩名女兒都獲得歸宿，而兩名騎士也不需犧牲生命。同時領主為了確保比賽公平，便派人在地上畫上棋盤，並使真人扮演棋子，這樣所有市民都可見證比賽內容。